# 平昌長安古道
平昌長安古道位於四川省巴中市平昌縣，文物遺址年代判定為漢至民國。2012年7月16日公佈為第八批四川省文物保護單位。

## 簡介[2]
平昌長安古道位於巴中市平昌縣江口鎮楊柳村，向北與平昌縣境岳家鎮古街道及古道路相連，南與平昌縣境佛樓鎮相連，西接響灘鎮，連接儀隴、營山等方向古道路，全程二百余公里。因油坊溝道路左側自然石壁上，有明萬曆四十三年（1615）陰刻“長安古道”而得名。該道路用1公尺至1.5公尺青石板鋪路，因山勢走向而修葺石質梯步道路，蜿蜒曲折。該古道路使用于商周至清末，延續至民國，至今仍在使用。平昌長安古道是平昌境內保存較為完整的米倉古蜀道之一，在古代的線路文化中曾起過重要作用，具有較高的歷史、科學價值。